# Грёнман, Туомас
Туомас Грёнман (фин. Tuomas Grönman; род. 19 сентября 1991, Коувола) — финский биатлонист. Член сборной Финляндии по биатлону.

## Результаты
В 18 лет перешёл в биатлон из лыжных гонок. В сборную Финляндии попал в 2013 году. Через год Грёнман стал регулярно выступать на этапах Кубка мира, однако на них высоких результатов он не показывал. В 2015 году на Чемпионате мира в родном Контиолахти биатлонист занял 103-е место в спринте и 13-е — в смешанной эстафете.
26 августа 2016 года в эстонском Отепя Грёнман вместе с Кайсой Макарайнен, Мари Лаукканен и Олли Хииденсало стал Чемпионом мира по летнему биатлону в смешанной эстафете.